# John Pendry
John Brian Pendry (ur. 1944) – angielski fizyk teoretyczny.
Jest znany z publikacji dotyczących plazmonów, ujemnego współczynnika refrakcji w materiałach, metamateriałów oraz maskowania optycznego. Od 1975 do 1981 pracował w Daresbury Laboratory, Cheshire. Pracuje w Imperial College London of Science and Technology, w Londynie od 1981. Był dziekanem wydziału fizyki w latach 1998 – 2001. 

## Wybrane publikacje
- Limitations on Sub-Diffraction Imaging with a Negative Refractive Index Slab, D.R. Smith, D. Schurig, Marshall Rosenbluth, S. Schultz, S. Anantha Ramakrishna, J.B. Pendry
- Theory of Extraordinary Optical Transmission through Subwavelength Hole Arrays, L Martín-Moreno, FJ Garcia Vidal, HJ Lezec, KM Pellerin, T Thio, JB Pendry, and TW Ebbesen, Phys. Rev. Lett. vol. 86, pp. 1114-7 (2001).
- Fundamentals and Applications of Negative Refraction in Metamaterials – (Princeton University Press, 2007) ISBN 978-0-691-12347-9
- Low Energy Electron Diffraction: The Theory and Its Application to Determination of Surface Structure (Techniques of physics) (Academic Press Inc.,U.S., 1974) ISBN 978-0-12-550550-5
- Surface Crystallographic Information Service: A Handbook of Surface Structures – (Springer, 1987) ISBN 978-90-277-2503-5